# Wilhelm Volckmar

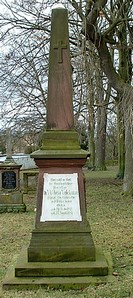
Grabmal Wilhelm Volckmars auf dem Homberger Friedhof

Wilhelm Valentin Volckmar (* 26. Dezember 1812 in Hersfeld; † 27. August 1887 in Homberg (Efze)) war ein deutscher Orgelvirtuose, Seminarmusiklehrer und Komponist.

## Leben
Seine musikalische Ausbildung erhielt er von seinem Vater Adam Valentin Volckmar (1770–1851). Dieser war Schüler von Johann Gottfried Vierling, der wiederum seine Ausbildung bei Johann Philipp Kirnberger erhalten hatte. Volckmar entstammt somit im weiteren Sinne der Schule der Bach-Enkelschüler.
1835 wurde er Seminarmusiklehrer im nordhessischen Homberg (Efze), wo auch heute noch seine Grabstätte zu finden und eine Straße nach ihm benannt ist. Rasch wurde er als Orgelvirtuose berühmt, und 1846 ernannte man ihn zum Dr. h. c. und 1886 zum Professor. Ab 1861 unternahm er ausgedehnte Konzertreisen als geschätzter Orgelvirtuose. Volckmar war zu Lebzeiten als Organist, insbesondere seines meisterhaften Pedalspieles wegen, aber auch als Improvisator und Theoretiker berühmt. Seine Pedaltechnik ist aus heutiger musikwissenschaftlicher Sicht außergewöhnlich, da er, wie es inzwischen zu revidieren gilt, als Erster überhaupt das vierstimmige Pedalspiel in seiner Orgelsymphonie Op. 172, (4. Satz, Intermezzo) anwendete. Er unterhielt freundschaftliche Beziehungen zu Franz Liszt, dessen symphonischer Orgelstil auch seine eigene Kompositionsweise deutlich beeinflusste, sowie zu dem Komponisten Louis Spohr. Mit dem bekannten Theoretiker des Orgelbaus Johann Gottlob Töpfer war er ebenfalls gut bekannt. Volckmar war Mitglied im Bund der Freimaurer.

## Werke
Als Komponist war Volckmar überaus fruchtbar und schrieb dabei für viele Besetzungen. Zu nennen sind seine 20 Orgelsonaten, zwei große Orgelsymphonien, Fantasie und Fuge über Themen aus Beethovens 9. Symphonie, eine Harmonielehre (1860), ein Handbuch der Musik (1885), eine große Orgelschule, eine Schule für Violine, eine Geläufigkeits-Schule für die Orgel, Volksliedbearbeitungen für Klavier, aber auch viele (besonders kirchliche) Vokalwerke. Volckmar machte sich auch einen Namen als Herausgeber zahlreicher Orgelwerke alter und neuer Meister, auch war er Herausgeber der ersten Gesamtausgabe der Mendelssohn´schen Orgelwerke.